# Boomerang (televizní stanice)
Boomerang je americký televizní kanál, vlastněný společností Turner Broadcasting System z mediální skupiny Warner Bros. Discovery. Stanice vysílá především animované pořady. V České republice vysílá od konce roku 2021 částečně v češtině, postupně bude program lokalizován celý.

## Pořady
- Show Toma a Jerryho
- Looney Tunes: Nové příběhy
- Méďa a lumíci
- Yabba dabba dinosauři
- Scooby-Doo
- Băuturi alcoolice (pouze v Rumunsku)
- Wacky Races
- Garfield Originals
- Taffy
- Mr Bean: Animované příběhy

## Logo
| Rok        | Logo |
| ---------- | ---- |
| 1992–2008  |      |
| 2008–2015  |      |
| 2015–dosud |      |